# Trixoscelis serpens
Trixoscelis serpens – gatunek muchówki z rodziny Trixoscelididae.
Muchówka o ciele długości od 2,1 do 2,5 mm u samców i od 2,2 do 2,9 mm u samic. Głowę ma żółtą z brązowawymi: trójkątem czołowym, ciemieniem, potylicą i zapoliczkami oraz szarawym owłosieniem. Tułów jest brązowy, a odwłok ciemnobrązowy, oba z szarym przyprószeniem. Na chetotaksję tułowia składają się pary szczecinek: 1 barkowych, 2 notopleuralnych, 1 przedszwowych, 5 śródplecowych (z czego 2 przed szwem poprzecznym), 1 nadskrzydłowych, 2 zaskrzydłowych, 2 tarczkowych, 1 mesopleuralnych i 2 sternopleuralnych. Skrzydła są częściowo całkiem przejrzyste, żyłki brązowawe. Przednie odnóża brązowe z wyjątkiem żółtego biodra. Środkowa para odnóży całkiem żółta. Tylna u samicy również, u samca częściowo brązowawa. Samca charakteryzują długie i smukłe surstyli oraz gęsto upakowane kolce u nasady edeagusa. Samica ma prawie trójkątny ósmy sternit odwłoka.
Gatunek znany z prowincji Salamanka i wspólnoty autonomicznej Madrytu w Hiszpanii oraz Vila Real w północnej Portugalii.